# Grote-Reagenz
Das Grote-Reagenz ist ein Nachweisreagenz in der organischen Chemie. Es ist nach seinem Entdecker Irvine Grote benannt, der es 1931 entwickelte.

## Zusammensetzung
Das Grote-Reagenz besteht aus verschiedenen Reagenzien, die in wässriger Lösung zusammengemischt werden. Dies sind:
- Nitroprussid
- Hydroxylaminhydrochlorid
- Natriumhydrogencarbonat
- Brom, dieses wird als letztes zugegeben

## Nachweis
Das Grote-Reagenz dient zum Nachweis von Thioharnstoffen und Thiouracilen. Der Nachweis besteht in einer charakteristischen Blaufärbung der zu untersuchenden Substanz.